# Carlos Gaviria Díaz

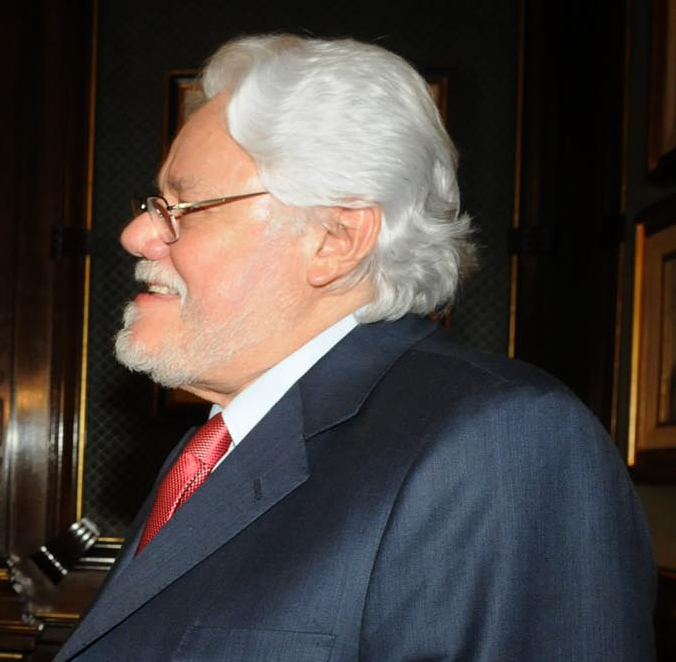
Carlos Gaviria Díaz

Carlos Gaviria Díaz (* 8. Mai 1937 in Sopetrán, Antioquia; † 31. März 2015 in Bogotá) war ein kolumbianischer Rechtsanwalt, Verfassungsrichter und Politiker.
Als Präsidentschaftskandidat erzielte Gaviria am 28. Mai 2006 mit 2.600.000 Stimmen (d. h. 22,04 %) das bis dahin beste Wahlergebnis für eine linksgerichtete Partei in Kolumbien. Am 1. August 2006 wurde Gaviria zum Vorsitzenden der Partei Polo Democrático Alternativo (PDA) gewählt. Er hoffte, seine Partei während der zweiten Amtszeit des Präsidenten Álvaro Uribe zur führenden Oppositionskraft werden zu lassen.

## Leben

### Ausbildung
Gaviria studierte Rechtswissenschaft an der Universität von Antioquia, erwarb dort 1961 einen Bachelor-Abschluss und promovierte 1965 in Jura und Politikwissenschaft. Mit einem Stipendium konnte er an der Harvard University Vorlesungen in den Bereichen Rechtsphilosophie, Verfassungsrecht und Politische Theorie besuchen und erwarb dort 1971 einen Master-of-Arts-Abschluss. Er lehrte an seiner Heimatuniversität, war von 1967 bis 1969 Dekan der rechtswissenschaftlichen Fakultät und leitete von 1974 bis 1980 den Fachbereich für Öffentliches Recht. Einer seiner ehemaligen Studenten war sein späterer politischer Gegenspieler Álvaro Uribe Vélez.
Im Jahr 1980 übernahm Gaviria die Vizepräsidentschaft eines Komitees zum Schutz der Menschenrechte in Medellín. Seine Arbeit machte ihn zur Zielscheibe paramilitärischer Kräfte. Er erhielt Todesdrohungen und ging nach Argentinien ins Exil. Er kehrte 1988 zurück, um seine Arbeit an der Universität von Antioquia wieder aufzunehmen. Von 1989 bis 1992 amtierte er dort als stellvertretender Rektor.

### Politische Karriere
1992 wurde Gaviria vom kolumbianischen Senat zum Verfassungsrichter bestimmt. Am 1. März 1993 trat er sein Amt an und wurde drei Jahre später zum Vorsitzenden des kolumbianischen Verfassungsgerichts gewählt. Er beendete 2001 seine achtjährige Amtszeit und wurde 2002 als Vertreter des linksgerichteten Parteienbündnisses Frente Social y Politico mit dem fünftbesten Ergebnis der Kandidaten zum  Senator gewählt.
Nachdem er die Nominierung gegen Antonio Navarro Wolff gewonnen hatte, trat er bei den kolumbianischen Präsidentschaftswahlen 2006 als Kandidat der Partei Polo Democrático Alternativo an. Umfragen gegen Ende April 2006 zeigten Gaviria auf dem zweiten Platz hinter dem damaligen Präsidenten Álvaro Uribe Vélez, das heißt noch vor Horacio Serpa Uribe von den Liberalen, der zum dritten Mal in Folge kandidierte. Gaviria unterlag bei den Wahlen im Mai 2006 dem Amtsinhaber Uribe mit 22 Prozent der Stimmen gegenüber Uribes 62 Prozent.

## Politische Anliegen
Eines seiner politischen Anliegen war es, das sozio-ökonomische System Kolumbiens zu ändern, welches seiner Meinung nach einige der schlimmsten Eigenschaften des Kapitalismus aufzeigte, sowohl auf der globalen als auch auf der lokalen Ebene. Gaviria hoffte, dadurch die Kluft zwischen Arm und Reich zu verringern.
Gaviria und viele seiner Unterstützer argumentierten, dass diese Kluft sich im letzten Jahrzehnt vergrößert habe und noch immer wachse, insbesondere durch die ökonomischen Vorgaben von Präsident Álvaro Uribes Regierung. Gaviria widersprach Maßnahmen, die nach seiner Auffassung darauf abzielten, lokale und ausländische Investitionen auf Kosten der Arbeiterklasse attraktiver zu machen, während zugleich die indirekten Steuern für die Armen erhöht und die Einkommensteuern für die Wohlhabenden verringert worden seien.
Gaviria war ebenfalls ein starker Verfechter von Kolumbiens Verfassung aus dem Jahre 1991, glaubte jedoch, dass es notwendig sei, die Kapitel über menschliche, ethnische und politische Rechte besser umzusetzen und gleichzeitig die Kontrolle wiederherzustellen, die Staat bzw. die Regierung seiner Ansicht nach über Wirtschaft und Gesellschaft haben sollten.